# 彼得·凯尼洛雷亚
彼得·凯尼洛雷亚（英語：Peter Kenilorea；1943年5月23日—2016年2月24日），所罗门群岛政治人物，2次担任所罗门群岛总理。

## 政治生涯
1976年，凯尼洛雷亚当选所罗门群岛立法会议员，并击败所罗门·马马洛尼，当选首席部长。1978年，所罗门群岛正式独立，凯尼洛雷亚的职务由首席部长变更为总理，是所罗门群岛第一任总理。1980年，国民议会换届选举，凯尼洛雷亚连任总理。1981年8月，凯尼洛雷亚辞职下台。1984年，国民议会换届选举，凯尼洛雷亚再次当选总理，并于1986年12月下台。此后，凯尼洛雷亚多次担任所罗门群岛外交部长和国民议会议长。2016年2月24日，凯尼洛雷亚在霍尼亚拉病逝。
凯尼洛雷亚之子小彼得·凯尼洛雷亚2019年4月当选国民议会议员。